# Дезориа, Жан-Батист Франсуа
Жан-Батист Франсуа Дезориа (фр. Jean-Baptiste François Desoria; 1758[…], Париж — 21 сентября 1832, Камбре) — французский художник-неоклассик.

## Биография
Жан-Батист Франсуа Дезориа родился в 1758 году в столице Франции.

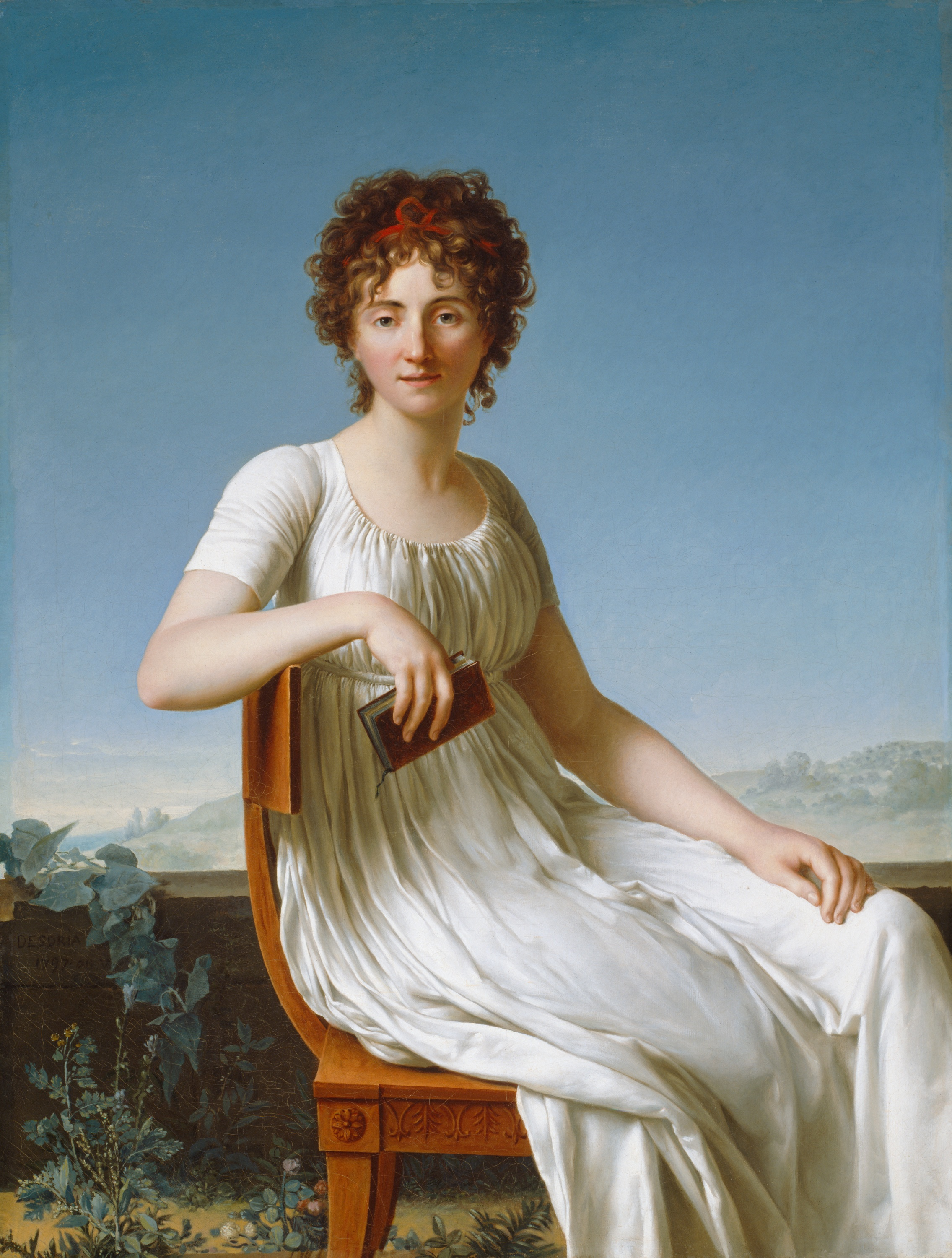
Портрет Констанции Пипле. 1797

С детства увлекался живописью и, в основном, специализировался на исторических картинах в стиле своего современника Жака-Луи Давида. С 1782 года он был учеником Жана Ресту II.
В 1788 году Дезориа отправился учиться в Рим, где подружился с архитектором Шарлем Гарнье. Он вернулся в Париж, где проживал с 1792 по 1821 год, и создал наряду с историческими картинами большое количество портретов аристократии, писателей и театральных деятелей (среди которых была и принцесса Констанция де Сальм), которые регулярно выставлялись в лучших салонах.
В 1821 году он был назначен директором только что основанной Мозельской школы изящных искусств и руководил ей до 1825 года, когда это учебное заведение было упразднено. Среди его учеников был Огюст Доминик Меннесье.
Жан-Батист Франсуа Дезориа скончался 21 сентября 1832 года в городе Камбре.